# The Man from Laramie
The Man from Laramie é um filme estadunidense de 1955, do gênero faroeste, dirigido por Anthony Mann, com roteiro adaptado de um livro homônimo de Thomas T. Flynn, publicado em 1955.

## Sinopse
Will Lockhart chega no povoado de Coronado, no Novo México, com três carroças e doze mulas carregadas. Ele deixa a encomenda para Barbara Waggoman. Como não quer voltar com as carroças vazias para Laramie, a moça diz que ele pode carregá-las com sal, de uma salina próxima nas terras do rancheiro Alec, seu tio. Mas quando Will está fazendo isso, surge Dave, o filho do rancheiro, que coloca fogo nas carroças e atira nas mulas, além de arrastar Will com uma corda e chamá-lo de ladrão. Nesse momento chega Vic Hansbro, o capataz de Alec, que impede que Dave mate Will.
Will volta para o povoado e reencontra Dave. Imediatamente parte para a briga. Depois é a vez dele se confrontar com Vic. A confusão acaba com a chegada do rancheiro Alec. Este diz que vai pagar pelo prejuízo de Will. Will recebe o dinheiro, mas diz que não vai embora. Começa a fazer perguntas para saber quem vendeu armas para os apaches, que tempos atrás emboscaram um pelotão da cavalaria e mataram todos os soldados. Will começa a ser seguido e incriminado, acabando na prisão. A dona de um rancho rival de Alec solta Will, com a condição de que ele se torne seu capataz. Will aceita, mas continua com a investigação.

## Elenco
- James Stewart .... Will Lockhart
- Arthur Kennedy .... Vic Hansbro
- Donald Crisp .... Alec Waggoman
- Cathy O'Donnell .... Barbara Waggoman
- Alex Nicol .... Dave Waggoman
- Aline MacMahon .... Kate Canady
- Wallace Ford .... Charley O'Leary